# Назарка
Назарка — хутор в Грязовецком районе Вологодской области.
Входит в состав Юровского муниципального образования, с точки зрения административно-территориального деления — в Минькинский сельсовет.
Расстояние до районного центра Грязовца по автодороге — 33,5 км, до центра муниципального образования Юрово по прямой — 9 км. Ближайшие населённые пункты — Степково, Бокотово, Панфилово.
По переписи 2002 года население — 1 человек.